# Л'Имаколата III (Мачерата)
Л'Имаколата III (итал. L'Immacolata III) насеље је у Италији у округу Мачерата, региону Марке.
Према процени из 2011. у насељу је живело 37 становника. Насеље се налази на надморској висини од 428 м.